# Ігнасіо Сарагоса
Ігна́сіо Сараго́са Сегі́н (ісп. Ignacio Zaragoza Seguin; 24 березня 1829 — 8 вересня 1862) — мексиканський військовий і державний діяч, відомий як герой битви біля Пуебли.

## Ранні роки
Ігнасіо Сарагоса народився в селищі Ла Байя де Еспіріту Санто (нині Голіад) у штаті Коауїла і Техас і був другим сином у родині Мігеля Сарагоси Вальдеса і Марії де Хесус Сегін Мартінес. Коли техаські повстанці добилися незалежності Техасу від Мексики, Мігель Сарагоса, як солдат мексиканської армії був змушений з родиною переїхати в Матаморос, а потім у 1844 році в Монтеррей, де Ігнасіо вступив до семінарії, яку залишив 1846 року, переконавшись, що не має священицького покликання. Коли США вторглися в Мексику, Ігнасіо спробував записатися в кадети, але йому відмовили. Коли почалася революція Аютла проти диктатури Санта-Анни, Сарагоса примкнув до неї, з цього моменту борючись на боці лібералів. 1853 року він приєднався до армії штату Нуево-Леон у званні сержанта, і коли його полк включили до складу Мексиканської армії, був підвищений в чині до капітана.

## Війна за реформу
У ході Війни за реформу, між лібералами і консерваторами, Ігнасіо Сарагоса так само був на боці лібералів і підтримав конституцію 1857 року і президента Беніто Хуареса. Проведений у генерали в грудні 1860 року. Воював під командуванням Хесуса Гонсалеса Ортеги в битві біля Кальпулальпана, що закінчила Війну за реформу. 1861 року президент Беніто Хуарес призначив Сарагосу військовим міністром.

## Французька інтервенція

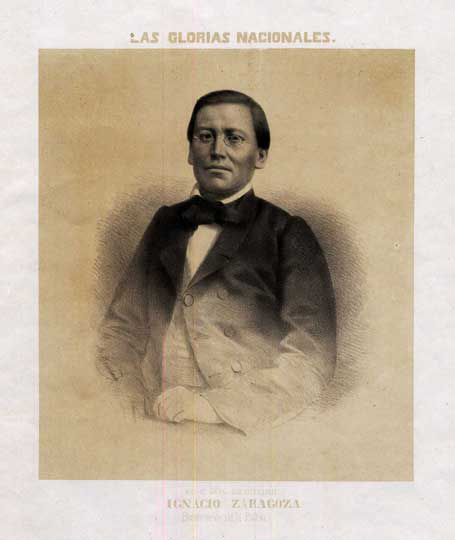
Дивізійний генерал Ігнасіо Сарагоса, 1862

Коли почалась троїста інтервенція, Ігнасіо Сарагоса покинув пост військового міністра і, попрощавшись з дружиною, яка вмирала від пневмонії (її він не побачить більше ніколи), був відправлений у Сан Луїс Потосі, щоб організувати й очолити наспіх зібрану армію. Армія, що частково складалася з добровольців, а частиково була укомплектована на основі військової повинності, страждала від нестачі зброї, одягу, харчів, так що новому командувачу довелося вирішувати не тільки питання навчання не дуже досвідченої армії, але й питання постачання, що особливо гостро стояли після недавно завершеної громадянської війни. Він зустрів французьку армію графа Лоранса, що просувалася вглиб країни, в битві на висотах Акульцинго 28 квітня 1862 року, маючи на меті затримати французів і завдати їм максимально можливих втрат, проте незабаром змушений був відступити до Пуебли — мало не єдиного придатного для оборони міста на шляху до Мехіко.

Сарагоса прибув до Пуебли 3 травня і наказав терміново організувати оборону, побудувавши оборонну лінію, засновану на фортах Лорето і Гвадалупе. Сарагоса практично не мав часу на підготовку оборони проти кращої армії тієї епохи, з силами що кількісно і якісно поступалися противнику. Крім того, він зіткнувся з перспективою з'єднання сил мексиканських консерваторів, що програли в недавній громадянській війні, з французькою армією інтервентів. Частину сил і без того невеликої армії, що обкопувалась у Пуеблі, він послав проти військ генерала Маркеса. З перемогою в битві біля Атлішко 4 травня можливість об'єднання французів і сил консерваторів минула. Оскільки Пуебла була містом консерваторів і в ній був сильним вплив церкви, то існував реальний ризик, що городяни піднімуть повстання проти армії. З тієї ж причини французи разом із впливовими консерваторами вважали, що легко візьмуть Пуеблу. На світанку перед  битвою 5 травня генерал Сарагоса звернувся до своїх солдатів:
Наші вороги — це найкращі солдати в світі, але ви — найкращі сини Мексики і у вас хочуть забрати вашу батьківщину.Оригінальний текст (ісп.)
Nuestros enemigos son los primeros soldados del mundo, pero vosotros sois los primeros hijos de México y os quieren arrebatar vuestra patria.
Після трьох годин битви французи, зазнавши значних втрат, змушені були відступити, переслідувані мексиканцями. Французька армія, визнана на той момент найкращою в світі, що мала славу перемог в Алжирі, у Французькому Індокитаї, в Криму, укомплектована досвідченими солдатами, зокрема зуавами — елітою французьких військ, була розгромлена напіводягненою, погано озброєною і недоукомплектованою армією під командуванням генерала Сарагоси. Коли новина про поразку досягла Європи, у французькому суспільстві почалася справжня істерика, інтелігенція виступила проти інтервенції в Мексику.

В історію увійшла фраза генерала Сарагоси з його доповіді військовому міністру Мігелю Бланко Мускісу:
Зброя нації покрилося славою. Французькі війська в битві трималися мужньо, а їх командир повівся нерозумноОригінальний текст (ісп.)
Las armas nacionales se han cubierto de gloria. Las tropas francesas se portaron con valor en el combate y su jefe con torpeza
Незабаром після битви, внаслідок тягот кампанії Сарагоса захворів черевним тифом і 8 вересня помер.

## Пам'ять
- Декретом президента Хуареса його ім'ям названо місто Пуебла-де-Сарагоса.
- Його ім'я носить штат Коауїла (офіційно: Коауїла де Сарагоса).
- На честь нього місто Гуаймас у штаті Сонора, яке стало називатися Гуаймас-де-Сарагоса.
- Указом президента Плутарко Еліаса Кальєса місто Тіхуана деякий час носило ім'я Сарагоси, але назва не прижилася.
- Його портрет зображений на мексиканських купюрах 500 песо 1995—2004 років[3].
- У фільмі П'яте травня: Битва[es] (2013) генерала Сарагосу зіграв Куно Бекер[ru].